# Cuatresia amistadensis
Cuatresia amistadensis là loài thực vật có hoa trong họ Cà. Loài này được D.A.Soto & A.K.Monro mô tả khoa học đầu tiên năm 2008.